# Danh sách vật lấy tên theo Johannes Kepler
Danh sách vật lấy tên theo nhà toán học, thiên văn học người Đức Johannes Kepler (1571-1630):

## Toán học
- Giả thiết Kepler
- Tam giác Kepler
- Hằng số Kepler–Bouwkamp
- Đa diện Kepler–Poinsot

## Cơ học thiên thể
- Những định luật của Kepler về chuyển động thiên thể
- Phương trình Kepler
- Quỹ đạo Kepler
- Bài toán Kepler
- Vấn đề hai vật thể trong thuyết tương đối rộng

## Thiên văn học

### Thiết bị thiên văn học
- Kepler (tàu vũ trụ)
- Quang kế Kepler
- Kính viễn vọng Kepler
- ATV Johannes Kepler

### Thiên thể
Mặt trăng và tiểu hành tinh
- Hố va chạm Mặt Trăng Kepler
- Hố va chạm Sao Hỏa Kepler